# Museo Municipal de Alcázar de San Juan
El Museo Municipal de Alcázar de San Juan es un museo de arqueología con exposiciones de arte contemporáneo ubicado en la antigua Posada de Santo Domingo en el municipio de Alcázar de San Juan en la provincia de Ciudad Real.

## Historia
Declarado Bien de Interés Cultural en 1991, el edificio que alberga el museo data del siglo XVI. Se trata de una casa noble construida en piedra rojiza con sillares. Cuenta con una ermita construida por mandato de Don Diego Sanabria en 1664. El Conjunto se convirtió en la "Posada de Santo Domingo " en el siglo XVI y fue adquirida por el ayuntamiento que lo convirtió en Museo Municipal. Cuenta con un patio central columnado de dos pisos, el primero porticado con columnas y el segundo tiene galería de sol. El interior, de planta rectangular, es de reciente construcción y se organiza en torno al patio. Su elemento ornamental principal es la fachada-retablo de estilo barroco con escudo familiar.

## Colección y exposiciones
El Museo municipal alberga en la parte inferior una exposición permanente de piezas arqueológicas. Destacan unos mosaicos romanos de los siglos II y IV d. C. pertenecientes a la villa romana ubicada en el mismo municipio. Muestran además piezas de la Edad de Bronce y de la Edad del Hierro.
Cuentan con una sala con pinturas del artista alcazareño Ángel Lizcano Monedero.
En la parte superior del museo se muestran exposiciones temporales de arte contemporáneo. En estas salas mostraron exposiciones con obras de artistas internacionales y nacionales como José Díaz Gómez (1995), Juan Antonio Abellán Juliá (1998), Juan Amo Vázquez, premio nacional de pintura Alcázar de San Juan (1980), Juan Fernández González (2001) o Eloy Teno ( 2000 y 2005). En 2022 se mostró una exposición del grupo "El Paso" con obras de Luis Feito, Manuel Viola, Antonio Saura, Manolo Millares, Juana Francés, Pablo Serrano, Antonio Suárez, Manuel Rivera y Rafael Canogar que formaron parte de la colección personal de Fernando Fernán Gómez.En 2023 mostraron la exposición "Aires manchegos" con las obras de los artistas más importantes de la región con obras de Salvador Samper, Luis Ibáñez, Antonio Mugarba, José Manuel Fernández Zarco, Diego Canogar, Daniel Garbade, Leodegario, Roberto Fernández y Caroline Culubret.